# Moya scutioides
Moya scutioides är en benvedsväxtart som beskrevs av August Heinrich Rudolf Grisebach. Moya scutioides ingår i släktet Moya och familjen Celastraceae. Inga underarter finns listade.